# دیوید کورسو
دیوید کورسو (انگلیسی: Davide Corso؛ زادهٔ ۲۹ آوریل ۱۹۹۲) بازیکن فوتبال اهل ایتالیا است.
از باشگاه‌هایی که در آن بازی کرده‌است می‌توان به باشگاه فوتبال رجینا اشاره کرد.